# Ересуннський регіон

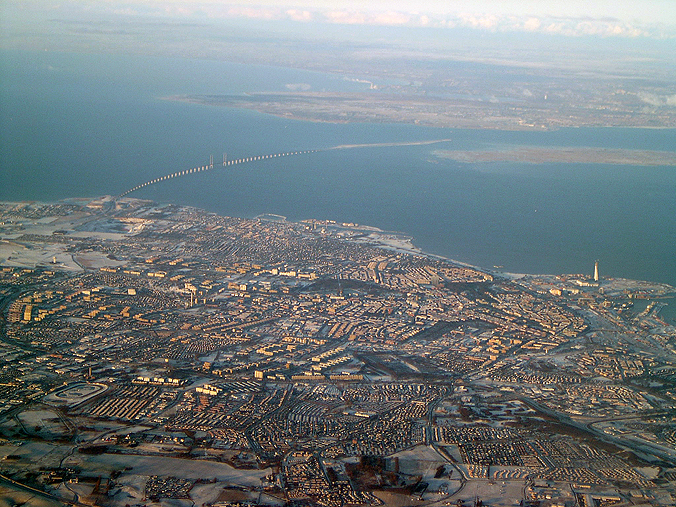
Ересуннська протока між Мальме и Копенгагеном

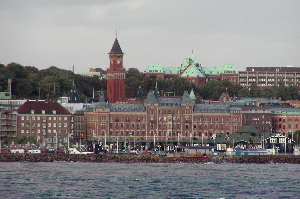
Гельсингборг

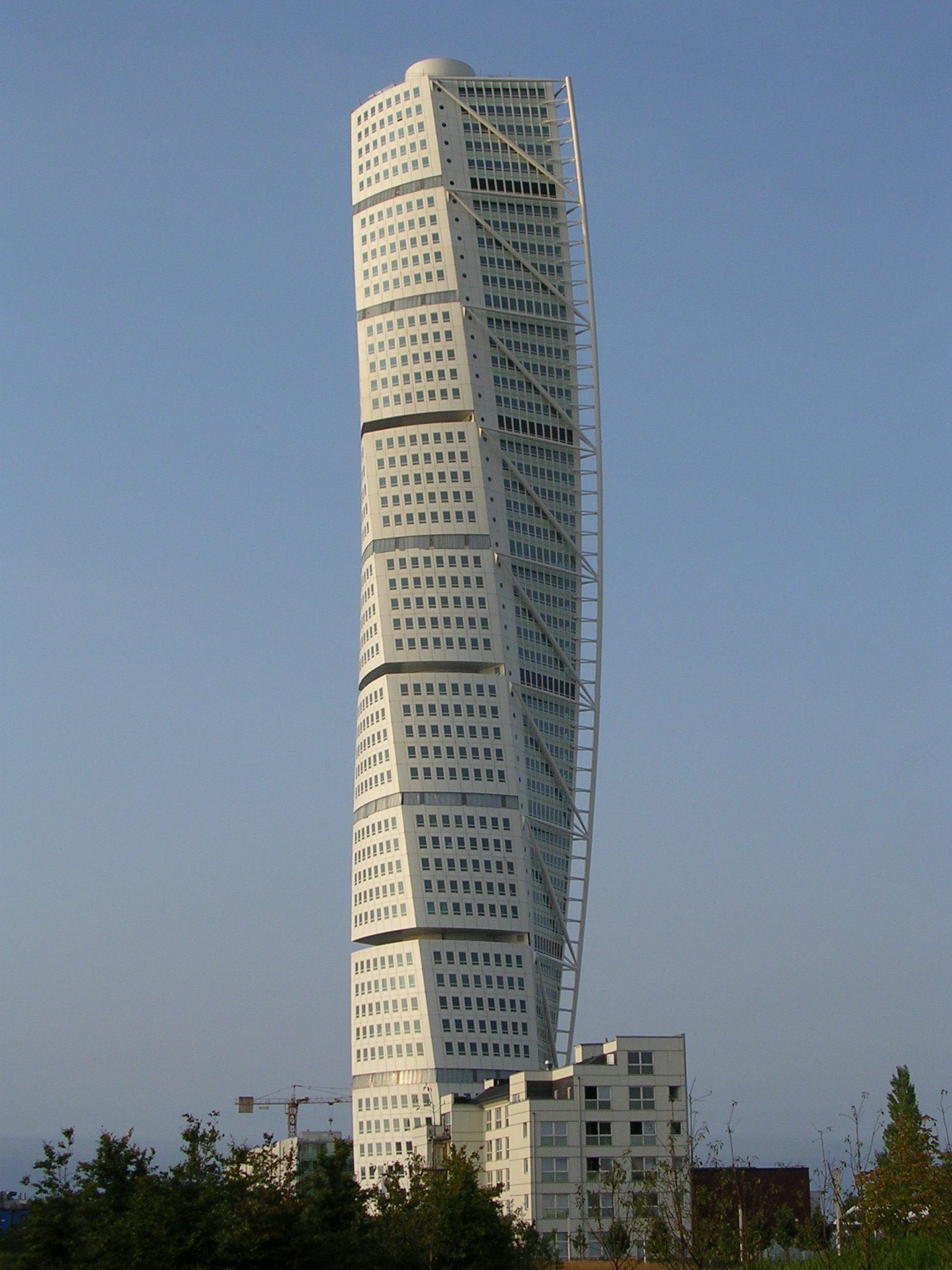
Хмарочос Turning Torso у Мальме

55°34′00″ пн. ш. 12°49′00″ сх. д. / 55.566666666667° пн. ш. 12.816666666667° сх. д.
Ересуннський регіон (дан. Øresundsregionen; швед. Öresundsregionen) — транснаціональний регіон в південній частині Скандинавії, розташований на берегах Ересуннської протоки і сполучений Ересуннським мостом. Західна частина складається з данських островів Зеландія, Лолланн, Фальстер, Мон і Борнгольм. Східна частина розташована в Сконе, Швеція. Станом на 1 липня 2008 року регіон мав населення 3 677 495 осіб, густота населення приблизно 180 чол/км².
Ересуннський регіон був об'єднаний під данським прапором в період з 800 до 1658. Згідно з підписаним у 1658 році Роскилльским договором Сконе стала частиною Швеції, але населення останніми роками знову підкреслює регіональну ідентичність Сконе з данцями.
Ересуннський регіон складається з сільських районів і двох великих міських районів, району Великого Копенгагена і міста Мальме на шведському боці протоки. В північній і східній частині Сконе, а також райони в західній і південній данський частині цього регіону мають відносно низьку густоту населення, тоді як центральна вісь Копенгаген — Мальме є найбільш густонаселеним регіоном в Скандинавії з населенням приблизно 2,5 млн осіб.

## Транскордонна діяльність
Ересуннський регіон є другим за кількістю населення в Європі на північ від Німеччини після Санкт-Петербурга і є важливим центром економічної діяльності в Скандинавії. За статистикою на січень 2007 року 14 000 осіб щодня перетинають Ересуннський міст. . В порівнянні з 2005 роком приміські перевезення в 2006 році збільшились на 43 відсотки. Все більше шведів перетинають міст для роботи в Копенгагені тому що в Данії вища зарплатня, також збільшення імміграції данців на південь Швеції є важливими чинниками в зростанні руху. У 2006 році 4300 осіб переїхали з данської частини Ересуннського регіону до Сконе через нижчі цін у Сконе на нерухомість. З липня 2000 року 22500 данців переїхали до Сконе.
Окрім роботи шведи їдуть до Копенгагена за покупками і вечірніми розвагами, до культурних і освітніх закладів, Копенгагенського летовища. Аеропорт в Сконе або Мальменське летовище розташоване за 47 км від Копенгагенського летовища має обмеження в міжнародних повітряних перевезеннях.